# Elateia
Elateia (Ελάτεια) era uma cidade grega antiga de Fócida, e o lugar o mais importante naquela região após Delfos. É também uma cidade moderna que é um antigo município na parte sudeste de Ftiótida. Desde a reforma do governo local de 2011, é uma unidade municipal do município Anficleia-Elateia.